# Hallelujah (chanson de Gali Atari)
Pour les articles homonymes, voir Alléluia (homonymie).
Chansons représentant Israël au Concours Eurovision de la chanson
A-Ba-Ni-Bi
(1978) Halayla
(1981)
Chansons ayant remporté le Concours Eurovision de la chanson
 A-Ba-Ni-Bi
(1978)  What's Another Year
(1980)
Hallelujah est la chanson gagnante du Concours Eurovision de la chanson 1979, interprétée par la chanteuse israélienne Gali Atari, accompagnée du groupe Milk and Honey, marquant une seconde victoire consécutive d'Israël au concours, après celle de 1978 avec A-Ba-Ni-Bi.

## À l'Eurovision
Elle est intégralement interprétée en hébreu, langue nationale, comme l'impose la règle entre 1976 et 1999.

## Classements

### Classements hebdomadaires
| Classement (1979)                      | Meilleure position |
| -------------------------------------- | ------------------ |
| Allemagne (Media Control AG)           | 11                 |
| Autriche (Ö3 Austria Top 40)           | 15                 |
| Belgique (Flandre Ultratop 50 Singles) | 4                  |
| Irlande (IRMA)                         | 1                  |
| Norvège (VG-lista)                     | 1                  |
| Pays-Bas (Single Top 100)              | 6                  |
| Royaume-Uni (UK Singles Chart)         | 5                  |
| Suède (Sverigetopplistan)              | 1                  |
| Suisse (Schweizer Hitparade)           | 2                  |

## Dans la culture populaire
- 2011 : Le Skylab